# Spirala Demonului
Spirala Demonului este o manevră creată și făcută special pentru May Wong. Aceasta dezvoltă manevra în timp ce își privea unul dintre frați jucându-se în parc, după ce Leon Oswald îi luxează umărul. 

## Detalii despre manevră
May se ține de trapez cu o mână în timp ce o ține pe cealaltă la spate (ea va putea să o execute cu ambele mâini dupa ce umărul ei este vindecat). Atunci ea se lansează de pe trapez către partenerul ei strigând "Spirala Demonului!". Corpul ei se rotește la o viteză incredibilă, privitorul observând-o în ceață. Partenerul o prinde cu o singură mână. 

## Miscelanee
- May Wong a executat această manevră când era partenera lui Leon Oswald.
- Manevra a condus spre victoria lui Leon și a lui May în Festivalul de Circ de la Paris.
- Singura producție de la Kaleido Stage în care această manevră a fost inclusă a fost versiunea lui May și Leon în Romeo și Julieta.